# 니와 우지노부
니와 우지노부(丹羽氏信)는 미카와 이보 번 제2대 번주, 미노 이와무라 번 초대 번주이다. 니와 가문 우지쓰구 파(氏次系丹羽家) 제2대 당주.
| 전임 마쓰다이라 노리나가 | 제1대 이와무라 번 번주 (후다이 니와 가문) 1638년 ~ 1646년 | 후임 니와 우지사다 |